# Kalajevo (Prijedor)
Pour les articles homonymes, voir Kalajevo.
Kalajevo (en serbe cyrillique : Калајево) est un village de Bosnie-Herzégovine. Il est situé sur le territoire de la ville de Prijedor et dans la république serbe de Bosnie. Selon les premiers résultats du recensement bosnien de 2013, il compte 107 habitants.

## Géographie
Le village est situé sur les bords de la rivière Čemernica, un affluent de la Bosna.

## Démographie

### Évolution historique de la population dans la localité
| 1948 | 1953 | 1961 | 1971 | 1981 | 1991 | 2013 |
| ---- | ---- | ---- | ---- | ---- | ---- | ---- |
| -    | -    | 585  | 592  | 272  | 172  | 107  |

|  |